# Palisadeorm
Palisadeorm (latin: Strongylus vulgaris) er en rundorm, der som udvokset er en blodsugende tarmsnylter hos hesten.